# 825
825 (DCCCXXV) fue un año común comenzado en domingo del calendario juliano, en vigor en aquella fecha.

## Acontecimientos
- El emir de Al-Ándalus Abd al-Rahman II funda la ciudad de Murcia con el nombre de Mursiya.
- Aceifa contra Galicia, desde Viseo, al mando de Al-`Abbas ben `Abd Allah al-Qurashi.